# 北京西路街道
北京西路街道，是中华人民共和国宁夏回族自治区銀川市西夏区下辖的一个乡镇级行政单位。

## 行政区划
北京西路街道下辖以下地区：
幸福巷社区、星光巷社区、金波路社区、建设巷社区、纺苑社区、地矿局社区、机床厂社区和育林巷社区。